# Артюх Володимир Миколайович
Володимир Миколайович Артюх (8 травня 1958, Благовєщенськ, Амурська область, Російська РФСР) — український громадсько-політичний діяч, військовослужбовець, генерал-лейтенант ЗСУ у відставці. Кандидат військових наук (2010). Голова Сумської ОВА (12.04.2023 — 17.04.2025).

## Життєпис
Закінчив у 1979 році Харківське вище військове авіаційне командне училище зв'язку за спеціальністю — командна радіозв'язку), а в 1988 році — Військово-повітряну академію ім. Гагаріна за спеціальністю — командно-штабна оперативно-тактична ВПС) та в 2005 році Національну академію оборони України (ОС Магістр) за спеціальністю — управління діями з'єднань та об'єднань Збройних сил).
Проходив військову службу на командних та штабних посадах у Північній групі військ командиром радіорелейного взводу — начальником радіорелейної станції, командиром радіорелейно-кабельної роти, заступником командира окремого радіотехнічного батальйону. Потім обіймав посади у військах Далекосхідного округу (командира окремого батальйону зв'язку, начальника зв'язку та радіотехнічного забезпечення винищувальної авіаційної дивізії). Згодом проходив службу
в командуванні Військово-повітряних сил ЗСУ на посадах: старшого офіцера групи технічного забезпечення, начальника групи бойової підготовки, начальника оперативного відділу, заступника начальника організаційно-мобілізаційного управління штабу, начальника організаційно-мобілізаційного управління — заступника начальника штабу.
Працював начальником Подільської філії державного підприємства «Український державний центр радіочастот», радником голови Вінницької ОВА, з 2009 року — проходив військову службу на посаді заступника начальника Генерального штабу Збройних Сил України.
З 12 квітня 2023 був головою Сумської ОВА.
17 квітня 2025 року президент Зеленський звільнив Артюха з цієї посади після масованого обстрілу Сум з боку ЗС РФ, його наступником став Олег Григоров.

## Політика
2020 року балотувався до Вінницької міської ради від Української партії честі, боротьби з корупцією та організованою злочинністю, але обраний не був.

## Наукова діяльність
У 2010 році захистив кандидатську дисертацію на здобуття наукового ступеня кандидата військових наук (науковий напрямок — розбудова Збройних сил), а вже за рік було присуджено вчене звання — старший науковий співробітник.

## Нагороди
- орден «За заслуги» I ступеня (23 серпня 2022) — за значні заслуги у зміцненні української державності, мужність і самовідданість, виявлені у захисті суверенітету та територіальної цілісності України, вагомий особистий внесок у розвиток різних сфер суспільного життя, відстоювання національних інтересів нашої держави, сумлінне виконання професійного обов'язку[10];
- орден «За заслуги» II ступеня (4 грудня 2007) — за вагомий особистий внесок у зміцнення обороноздатності і безпеки України, зразкове виконання військового обов'язку, високий професіоналізм та з нагоди 16-ї річниці Збройних Сил України[11];
- орден «За заслуги» III ступеня (1 вересня 1997) — за особистий внесок у забезпечення боєздатності військ, високий професіоналізм[12].

## Військові звання
- генерал-лейтенант (20.08.2008)[13];
- генерал-майор (до 2008);
- полковник (1997).